# Puntarenas (miasto)
Puntarenas – miasto w Kostaryce, położone w północno-zachodniej części kraju na niewielkim półwyspie, wcinającym się w głąb zatoki Nicoya (Ocean Spokojny). Ośrodek administracyjny prowincji Puntarenas. Ludność: 37 tys. mieszk. (2010). 
Puntarenas to główny port morski Kostaryki na wybrzeżu pacyficznym. Wywozi się tędy głównie kawę. W pobliżu miasta przebiega Autostrada Panamerykańska. 
W mieście rozwinął się przemysł rybny oraz chemiczny.
Miasto posiada też atrakcyjne plaże, które przyciągają turystów.